# Momoko doll
Momoko Doll (モモコドール) est une poupée japonaise à l’échelle 1/6, soit 27 cm, taille proche de la Barbie de Mattel. Momo (桃) signifie « pêche » en japonais. Le concept de base est de représenter des jeunes filles japonaises de la vie de tous les jours, fraîches comme une pêche. Le slogan : « Je voudrais ressembler à cette fille ! » détermine le caractère de Momoko, une jeune fille au caractère décidé et bien trempé, caractère que l'on retrouve sur les traits de son visage.
Le public visé n’est bien entendu pas les enfants mais le même que celui des poupées Blythe et Pullip.

## Origine
Momoko a été créée en 2001 par Namie Manabe. À l’origine, il s’agit d’un projet émanant d’une sous-division d’une société de logiciels, Petworks (qui produit notamment les « post-pets ».)
La production de ces poupées passe en 2004 chez Sekiguchi, le créateur du célèbre Monchichi (Kiki, en France). Momoko est alors produite en masse et son prix baisse considérablement. Le concept de base est toutefois fidèlement conservé, même si le design d’origine a légèrement changé. Aujourd’hui, Petworks continue à produire des poupées Momoko en série limitée, sous le label « Close-Clipped Sheep » (CCS). Ces poupées ont le même corps que les Sekiguchi, mais le maquillage de la tête est légèrement différent, parfois même le moule utilisé pour la tête varie.

## Description
Comme la plupart des poupées articulées asiatiques, le corps de Momoko a des jointures bien visibles et peut prendre une multitude de poses. Il est possible de tourner la tête, de plier et de faire tourner les bras ainsi que les jambes, et même le buste est articulé. Ce corps se reconnait très vite à ses très longues mains qu'il est possible de plier à la façon d’un zombie dans Thriller. Il s’agit d’un corps très stable, et, grâce à la légèreté de la tête, il est possible de faire tenir la poupée debout sans aucun support, ce qui facilite grandement la prise de photos.

## Garde-robe
Momoko a une garde robe très diversifiée, d’un style simple, moderne et élégant. Les finitions sont très soignées, notamment au niveau des chaussures. Ses tenues vont d'une simple allure décontractée aux uniformes de collégiennes japonaises, en passant par les tenues d’employée de bureau, des robes de mariée occidentale ou encore des yukata japonais.
Il existe des éditions limitées Sekiguchi, réalisées en collaboration avec les grands magasins Isetan ou encore le célèbre studio Gainax. 

## Mame Momoko
Mame (豆) signifie « haricot ». Il s’agit de petites poupées moins chères et plus petites (9 cm), dont le visage est moins réaliste, et plus dessin animé. Contrairement aux grands modèles, les Mame existent en garçon et fille, même si rien ne permet de les distinguer anatomiquement.